# 孔寿
孔寿（？—？），孔子十六代孙，西汉丞相孔光之孙，孔放之子。
居摄元年（6年）12月，王莽要王太后下诏说：“前太师孔光虽然已经去世，功勋已卓著在列。封孔光的孙子孔寿为合意侯。”